# یوری ساهاکوف
یوری سورنی ساهاکوف (ارمنی: Յուրի Սուրենի Սահակով؛  زادهٔ ۲۵ فوریهٔ ۱۹۳۷ - درگذشته ۱۳ مارس ۲۰۰۴)، نویسنده، کارگردان فیلم و فیلم‌نامه‌نویس اهل ارمنستان بود.

## زندگی‌نامه
وی در ۲۵ فوریهٔ ۱۹۳۷ در یالتا به دنیا آمد و از مؤسسه سینمایی گراسیموف فارغ‌التحصیل شد.  وی در ۱۳ مارس ۲۰۰۴ در ۶۷ سن سالگی در مسکو درگذشت.